# Schoolboys in Disgrace
Albums de The Kinks
The Kinks Present a Soap Opera
(1975) Sleepwalker
(1977)
Schoolboys in Disgrace ou The Kinks Present Schoolboys in Disgrace est un album des Kinks sorti en 1975.
Comme les précédents albums, il s'agit d'un album-concept. Cette fois-ci, Ray Davies raconte l'enfance du méchant d'une de ces précédentes œuvres Preservation : Mr. Flash.
Musicalement, l'album est marqué par un retour au rock plus traditionnel, les guitares ont la part belle et la section de cuivre et les chœurs féminins des précédents albums ont quasiment disparu.

## Titres
Tous les titres sont de Ray Davies.
1. Schooldays – 3:31
2. Jack the Idiot Dunce – 3:19
3. Education – 7:07
4. The First Time We Fall in Love – 4:01
5. I'm in Disgrace – 3:21
6. Headmaster – 4:03
7. The Hard Way – 2:35
8. The Last Assembly – 2:45
9. No More Looking Back – 4:27
10. Finale – 1:02

Contrairement aux autres rééditions CD des albums des Kinks, celui-ci n'a aucun titre bonus.